# Diego da Vallinfreda
Diego da Vallinfreda, OFM, rodným jménem Giuseppe Oddi (6. června 1839, Vallinfreda – 3. června 1919, Bellegra) byl italský římskokatolický řeholník, člen Řádu menších bratří. Katolická církev jej uctívá jako blahoslaveného.

## Život
Narodil se dne 6. června 1839 v obci Vallinfreda chudým, ale zbožným rodičům Vincenzu Oddiovi a Bernardině Pasquali. Během svého dětství dostal pouze omezené vzdělání. Ve svých 20 letech, v roce 1859, se cítil být povolán k zasvěcenému životu.
Setkal se však se zuřivým odporem svých rodičů. V roce 1863 potkal na pouti do Říma bl. Mariana da Roccacasale, který jej inspiroval natolik, že se rozhodl stát františkánem. Roku 1871 vstoupil do františkánského kláštera v Bellegře a stal se zde postulantem. Zvolil si řeholní jméno Diego da Vallinfreda. Po ukončení noviciátu složil dne 14. února 1886 své dočasné řeholní sliby a dne 16. května 1889 složil své sliby doživotní. Mezi svými spolubratry byl pro svoje charizma velmi oblíbený. Vykonával službu žebravého mnicha, kdy obcházel vesnice a žádal lidi o almužnu. Jeho obliba natolik vzrostla, že si jej vážil i papež sv. Pius X., který o něm prohlásil: „Toto je pravý syn svatého Františka“.
Zemřel při západu slunce dne 3. června 1919 v Bellegře v nedožitých 80 letech. Jeho ostatky spočívají v kostele Ritiro di San Francesco v Bellegře.

## Úcta

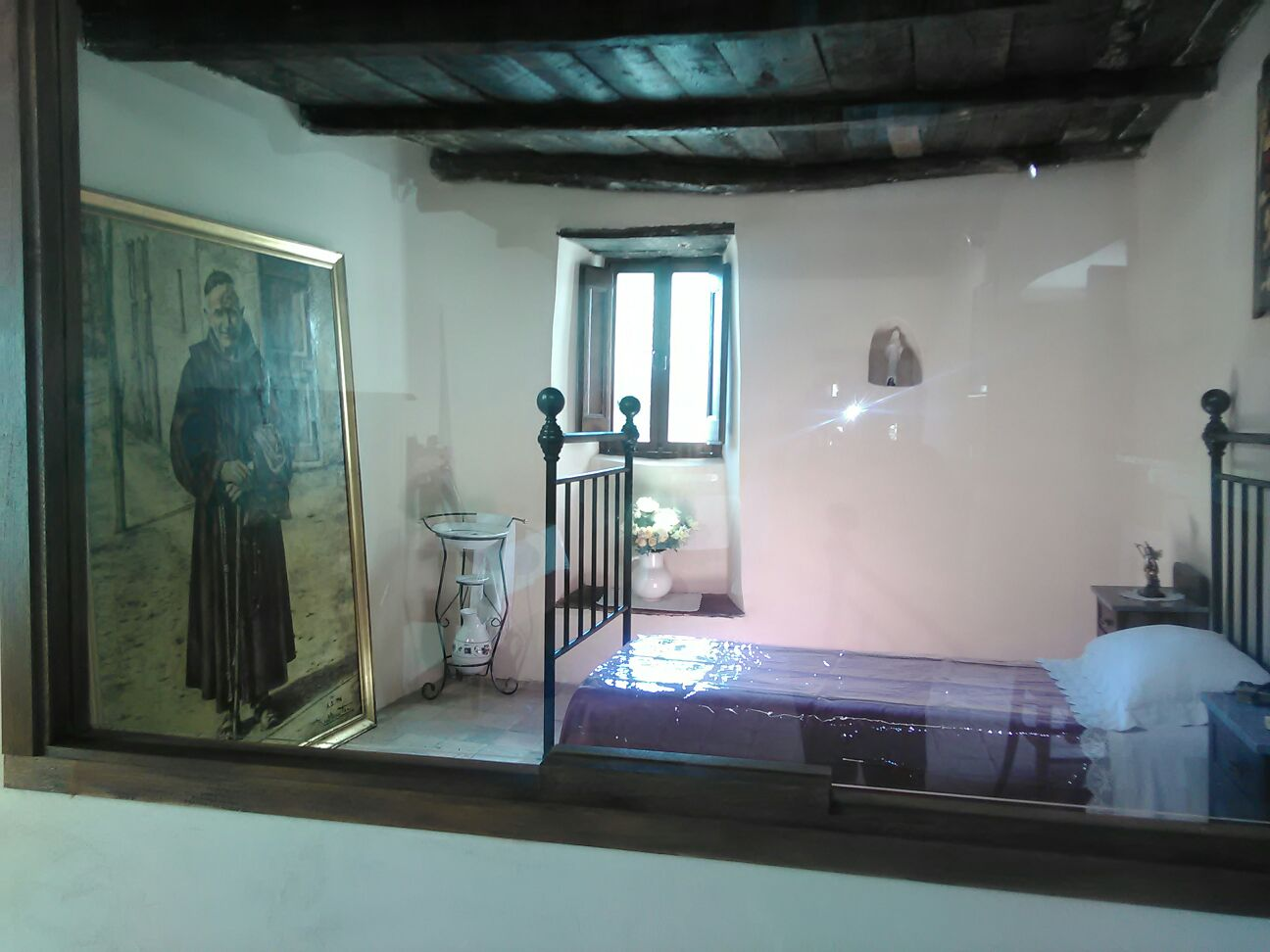
Jeho rodný dům ve Vallinfredě

Jeho beatifikační proces započal dne 1. července 1964, čímž obdržel titul služebník Boží. Dne 22. ledna 1991 jej papež sv. Jan Pavel II. podepsáním dekretu o jeho hrdinských ctnostech prohlásil za ctihodného. Dne 6. dubna 1998 byl uznán zázrak na jeho přímluvu, potřebný pro jeho blahořečení.
Blahořečen pak byl dne 3. října 1999 na Svatopetrském náměstí papežem sv. Janem Pavlem II.
Jeho památka je připomínána 3. června. Bývá zobrazován v řeholním oděvu.